# Julio Radilović
Julio Radilović - Jules (Maribor, 25. rujna 1928.- Zagreb, 26. siječnja 2022.), bio je hrvatski crtač stripa.

## Životopis
Julio Radilović rođen je u Mariboru 1928. godine. Od 1939. godine živi u Zagrebu. Crtačko-ilustratorsku karijeru započeo je 1945. godine u pismoslikarskom atelijeru Marija Saletta.  Od 1948. do 1952. godine pohađao je Školu primijenjenih umjetnosti koju nije završio opredijelivši se za karijeru slobodnoga umjetnika. Prvi objavljeni strip mu je Neznanac, iz 1952. godine, po scenariju Nikše Fulgosija a objavljen je u Horizontovu zabavniku, kojega je nastavio crtati nakon Waltera Neugebauera, Andrije Maurovića i Aleksandra Marksa. Strip Neznanac ostao je nedovršen pošto je Horizontov zabavnik prestao izlaziti sredinom 1953. godine.
Profesionalno se bavio stripom od 1955. godine do umirovljenja 1989. godine. Najviše je radio sa scenaristom Zvonimirom Furtingerom. Prvi predsjednik Društva autora stripa Hrvatske. Sudjelovao na mnogim samostalnim i zajedničkim izložbama. Na Prvom salonu stripa u Vinkovcima dobitnik je "Grand Prixa", a na Šestom dobitnik Nagrade za životno djelo. Dobitnik je nagrade "Andrija Maurović" za životno djelo na području hrvatskog stripa koju dodjeljuje udruga "Art 9" (2010. godine). Uvršten je u svjetsku enciklopediju stripa Mauricea Horna i u Enciklopediju hrvatske umjetnosti u izdanju Leksikografskog zavoda. 
Dva njegova najveća uspjeha u inozemstvu su Herlock Sholmes i Partizani. Ovaj potonji serijal Jules je crtao po scenarijima beogradskog dramskog pisca Đorđa Lebovića.
Najpoznatiji je po stripovima s tematikom iz hrvatske i svjetske povijesti. Tako su mu stripovi s tematikom Domovinskog rata izašli u sklopu Strip revije Večernjeg lista.
Od 1966. godine član je ULUPUH-a.
Godine 2010. dobio je nagradu za životno djelo "Andrija Maurović" koju dodjeljuje udruga Art9, a te godine u stručnom povjerenstvu bili su i njegov dugogodišnji urednik Mladen Bjažić i kolega Borivoj Dovniković.
Preminuo je u Zagrebu 26. siječnja 2022. godine.

## Knjige (strip albumi)
- Partizani, Vjesnik, Zagreb, 1985.
- Kroz minula stoljeća, Zagreb, 1986. (scenarist: Zvonimir Furtinger)
- Vitez Trueblood, 1988. (scenarist: Les Lilley)
- Međugorje: Gospa i djeca, vl. naklada, Zagreb, 1989. (scenarist: Ivo Miličević) (tiskan na hrvatskom i još pet svjetskih jezika)
- Martin iz Zagreba, Martin u Zagreb, Povijesni muzej Hrvatske, Zagreb, 1991. (scenarist: Jules po ideji Marije Šercer)
- Pobuna u Kiboku, Zagreb, 2000.
- Velikani u strip-anegdoti, Zagreb, 2003.
- Zakletva huronskog poglavice, Zagreb, 2007.
- Herlock Sholmes: majstor maske, Biblioteka Kroz minula desetljeća, (scenarist: Zvonimir Furtinger), knjiga 1., STRIPFORUM, Zagreb, 2010.; knjiga 2. i knjiga 3., STRIPFORUM, Zagreb, 2013.[5]

## Nagrade
- 1984.: Grand Prix Vinkovci '84.
- 1985.: Nagrada ULUPUH-a '85.
- 1986.: Nagrada Andrija, kao najbolji crtač u izboru Kluba devete umetnosti iz Ljubljane.
- 1987.: Nagrada Pulcinella za sudjelovanje na 8. Salonu stripa u Napulju.
- 1996.: Nagradu za životno djelo, dodijeljena na 6. Salonu stripa u Vinkovcima.
- 2001.: Red Danice hrvatske s likom Marka Marulića i nagrada mađarskoga festivala stripa.
- 2010.: Nagrada "Andrija Maurović" za životno djelo.[6][7]